# Африканские коралловые рифы
Африканские коралловые рифы в основном расположены вдоль южного и восточного побережья Африки. Коралловые рифы вдоль восточного побережья простираются от Красного моря до Мадагаскара на юге, они являются важным ресурсом для рыбаков Кении, Танзании и Мадагаскара.
Как и другие рифы, африканские коралловые рифы отличаются большим биологическим разнообразием обитателей по сравнению с океаном, здесь обитают ротоногие, картофельные груперы, волнистые губаны и тридакны, а также многие виды водорослей и кораллов.
На восточном побережье средняя температура около 26 °C в течение года. Количество осадков выше среднего с января по апрель, около 30 см, ниже — с августа по ноябрь, около 10 см.
На сегодняшний день существует несколько причин гибели рифов, например, туристы во время дайвинга повреждают кораллы, пытаясь взять их с собой. Также угрозу всем прибрежным экосистемам представляют промышленные стоки и загрязняющие вещества, неочищенные сточные воды и увеличение осадка в реках. Кроме того, риф находится под угрозой из-за изменения климата. Из-за глобального потепления повышается температура поверхности моря, особенно тяжелые последствия были в 1997—1998 гг, когда в результате явления «Эль-Ниньо» погибло 90 процентов кораллов на рифе. Некоммерческая организация CORDIO (COral Reef Degradation in the Indian Ocean) создала в Восточной Африке рабочую группу для мониторинга состояния рифа.